# Dahaneh-ye Sar-e Sefidrud-e Kohneh
Dahaneh-ye Sar-e Sefidrud-e Kohneh (persa: دهنه سرسپيدرودكهنه) és una població del districte rural de Dehgah, districte de Kiashahr, comtat d'Astaneh-ye Ashrafiyeh, província de Gilan, Iran. En el cens de 2006, la seva població era de 638 habitants, repartits en 179 famílies.